# حدث ذات مرة في مكسيكو (فلم)
حدث ذات مرة في مكسيكو (بالإنجليزية:Once Upon a time in Mexico) فيلم من إنتاج أمريكي عام 2003 قام بتوزيعه شركة كولومبيا بيكتشرز وسوني بيكتشرز إنترتينمنت.
يتحدث الفيلم عن محاولة انقلاب ضد رئيس المكسيك من قبل باريلو أرماندو ( ويليم دافو ) بمساندة القيادي الحربي جنرال ماركيز (جيراردوا فيجيل).
ويحاول المارياتشي (أنطونيو بانديرس) مساعدة الرئيس في صد العدوان عليه بسبب ظلم الجنرال ماركيز، بالإضافة لتعاونه مع أباطرة المخدرات وقتله لزوجته (سلمى حايك) وإبنته.
شولدن جيفري ساندس (جوني ديب) هو رجل من مركز المخابرات الأمريكية وأتى لاستكشاف الاحداث الجارية في المكسيك ومساعدة الشعب المكسيكي في التخلص من باريلو أرماندو وماركيز.

## وصلات خارجية
- الموقع الرسمي
- مقالات تستعمل روابط فنية بلا صلة مع ويكي بيانات